# Dracula simia
Espèce
Synonymes
- Masdevallia simia Luer[1]

Dracula simia est une espèce d'orchidée du genre Dracula. La fleur fait penser à une tête de singe d'où son épithète spécifique (Luer, 1978).